# Ринглэнд, Холли
Холли Ринглэнд (англ. Holly Ringland) — австралийская писательница и телеведущая, прославившаяся благодаря роману 2018 года «Потерянные цветы Элис Харт», который получил премию «2019 General fiction book of the year award» на церемонии вручения наград Australian Book Industry Awards и был экранизирован в виде мини-сериала в 2023 году.

## Биография
Ринглэнд родилась и выросла в юго-восточном Квинсленде, большую часть детства она провела под присмотром матери-одиночки Коллин, которая работала школьной учительницей. Когда ей было девять лет, семья переехала в Северную Америку, сняла дом в Ванкувере и в течение двух лет много путешествовала между национальными парками Канады и США.
До того как стать писателем, Ринглэнд работала в Австралии, в том числе официанткой в ресторане Gold Coast Indy 300, и в колл-центре. В 20 лет уехала в Канаду по рабочей визе, а после возвращения в Австралию получила работу в СМИ в Национальном парке Улуру — Ката-Тьюта, использовав поэзию в своем успешном письменном заявлении на эту должность. Ринглэнд рассказывает, что уехала оттуда, чтобы спастись от домашнего насилия. В 2009 году она использовала свои сбережения для переезда в Великобританию, где получила степень магистра творческого письма в Манчестерском университете.
Её первый роман, «Потерянные цветы Элис Харт», был написан в Манчестере и опубликован в 2018 году. По словам Ринглэнд, катализатором для написания книги послужил личный опыт жизни с насилием со стороны мужчин, который заглушил её амбиции стать писательницей. В книге рассказывается история Элис Харт, которая теряет голос после смерти матери и жестокого отца и попадает к бабушке, которую она не знала, управляющей женским приютом для жертв домашнего насилия. Книга была переведена более чем на 30 языков. В 2019 году она стала лауреатом «2019 General fiction book of the year award» на Australian Book Industry Awards. В 2023 году книга была экранизирована в виде мини-сериала с Сигурни Уивер в главной роли.
В декабре 2019 года Ринглэнд и её партнер приехали на Рождество к матери Ринглэнд в Австралию, но не смогли вернуться домой из-за ограничений на поездки во время пандемии COVID-19. Впоследствии она была вынуждена проживать совместно с матерью и отчимом в течение следующих трёх лет. В это время она была соведущей телешоу Back to Nature на канале ABC, посвященного изучению австралийской природы. Она также написала свою вторую книгу «The Seven Skins of Esther Wilding», несмотря на то, что она лишилась своих материалов для исследования и не смогла посетить места, о которых идёт речь в её романе. Книга, представляющая собой сказку о поисках пропавшей сестры, была опубликована в 2022 году и получила одобрение критиков.
В 2023 году издательство HarperCollins опубликовало книгу Рингленда «Дом, который построила Джой». В книге Рингленд затрагивает восемь тем, с которыми сталкивалась сама, включая синдром самозванца, прокрастинацию и сомнения в себе, и рассказывает о том, как она справляется с этими страхами и тревогами. Газета Sydney Morning Herald назвала книгу «приземлённым» приглашением для людей, которые хотели бы исследовать свои творческие способности, «но по разным причинам не решаются».